# Виолович, Николай Александрович
Николай Александрович Виолович (21 мая 1913, Москва — 11 мая 1986, Новосибирск) — советский учёный, энтомолог, доктор биологических наук (1969). Специалист в области систематики двукрылых.

## Биография
Родился 21 мая 1913 года в Москве. Его отец, Александр Николаевич, работал приказчиком в магазине, а после Октябрьской революции до 1928 года возглавлял артель носильщиков на железной дороге. Мать, Елена Александровна, при жизни мужа занималась домашним хозяйством, а после его смерти работала табельщиком Московского дома учёных. С 1931 по 1933 год Виолович обучался на биологическом факультете МГУ. В студенческие годы работал младшим научным сотрудником научно-исследовательского института зоологии при университете. В 1932 году опубликовал первую статью «К познанию фауны Syrphidae бывшей Московской губернии».
С 1933 по 1934 год работал младшим научным сотрудником Института обмена веществ. С 1934 по 1937 год работал научным сотрудником Западно-Сибирской краевой станции защиты растений, где занимался разработкой биологического метода борьбы с капустной совкой с помощью трихограммы. В 1937—1959 годах был приглашён на работу в Кашино Тверской области на должность врача санитарной бактериологической лаборатории. В этот период занимался исследованиями фауны, систематики и экологии журчалок и кровососущих членистоногих (блох, слепней и клещей). В 1956 году защитил кандидатскую диссертацию в Совете Зоологического института АН СССР по теме «Фауна Syrphidae (Diptera) острова Сахалина и Курильских островов и её происхождение».
В 1959 году по рекомендации академика Е. Н. Павловского был принят на должность исполняющего обязанности заведующего зоологическим музеем Биологического института СО АН СССР. В 1961 году создал и возглавил лабораторию паразитологии. В 1968 году опубликовал монографию «Слепни Сибири», которая была защищена в Новосибирском медицинском институте в качестве докторской диссертации. Учёная степень была присуждена ВАК в октябре 1969 года. В 1971 году лаборатория паразитологии была включена в состав лаборатории энтомологии, возглавляемой директором института Алексеем Игнатьеичем Черепановым, и Виоловича перевели на должность старшего научного сотрудника. В 1980 году вышел на пенсию и продолжал работать консультантом. Умер в Новосибирске 11 мая 1986 года.

## Научные достижения
При участии Н. А. Виоловича снят кинофильм «Гнус и борьба с ним» и проведены испытания репеллентных свойств ДЭТА (диэтиламида метатолуиловой кислоты), производство которого из отечественного сырья по технологии Новосибирского института органической химии СО АН СССР было налажено в Кемеровской области. Описал более 150 видов насекомых, новых для науки.

## Таксоны, названные в честь Виоловича
Его именем названы 22 вида двукрылых:
- Семейство Anisopodidae: Sylvicola violovitshi Krivosheina, 2001
- Семейство Dolichopodidae: Dolichopus violovitshi Negrobov, 1977, Syntormon violovitshi Negrobov, 1975
- Семейство Limoniidae: Dicranomyia violovitshi Savchenko, 1974
- Семейство Pipunculidae: Pipunculus violovitshi Kuznetzov, 1991
- Семейство Sarcophagidae: Blaesoxipha violovitshi Verves, 1980, Heteronychia violovitshi Rohdendorf & Verves, 1979
- Семейство Simuliidae: Eusimulium violovitshi Rubtsov, 1962, Simulium violovitshi (Rubtsov, 1962)
- Семейство Syrphidae: Blera violovitshi Barkalov, 1991, Blera violovitshi Mutin, 1991, Brachyopa violovitshi  Mutin, 1985, Chalcosyrphus violovitshi (Bagatshanova,1985), Cheilosia violovitshi Barkalov, 1979, Chrysops violovitshi Zakharov, 1990, Sphegina violovitshi Stackelberg, 1956, Xylota violovitshi Bagatshanova, 1985
- Семейство Tipulidae: Nephrotoma violovitshi (Savchenko, 1967), Pales violovitshi Savchenko, 1967, Tipula violovitshi Savchenko, 1956, Tipula violovitshiana Savchenko, 1961
- Семейство Tachinidae: Dexia violovitshi Kolomiets, 1968

## Диссертации, выполненные под руководством Н. А. Виоловича
- Боброва С. И. Мошки Алтая (Пермь, 1967).
- Челяев С. Д. Фауна и экология слепней (Diptera, Tabanidae) Хакасской автономной области. (Фрунзе, 1975).
- Баркалов А. В. Мухи-журчалки Cheilosia Meigen, 1822 и Portevinia Goffe, 1944 (Diptera, Syrphidae) Сибири и Дальнего Востока. (Новосибирск, 1984).
- Захаров Б. П. Фауна и экология слепней (Diptera, Tabanidae) юго-западного Забайкалья. (Новосибирск, 1989).

## Избранные публикации
Николай Александрович Виолович является автором свыше 100 публикаций.
- Рубцов И. А., Виолович H. A. Мошки Тувы. — Новосибирск: Наука, 1965. — 63 с.
- Виолович H. A. Слепни Сибири / под редакцией А. И. Черепанова. — Новосибирск: Наука, 1968. — 281 с.
- Виолович H. A. Сирфиды Сибири (Diptera,  Syrphidae). Определитель. / под редакцией А. И. Черепанова. — Новосибирск: Наука, 1983. — 242 с.

## Награды
- Медаль «За победу над Германией в Великой Отечественной войне 1941—1945 гг.»,
- Медаль «За боевые заслуги».
- Заслуженный ветеран Сибирского отделения АН СССР